# Carl Ludwig Arndts von Arnesberg

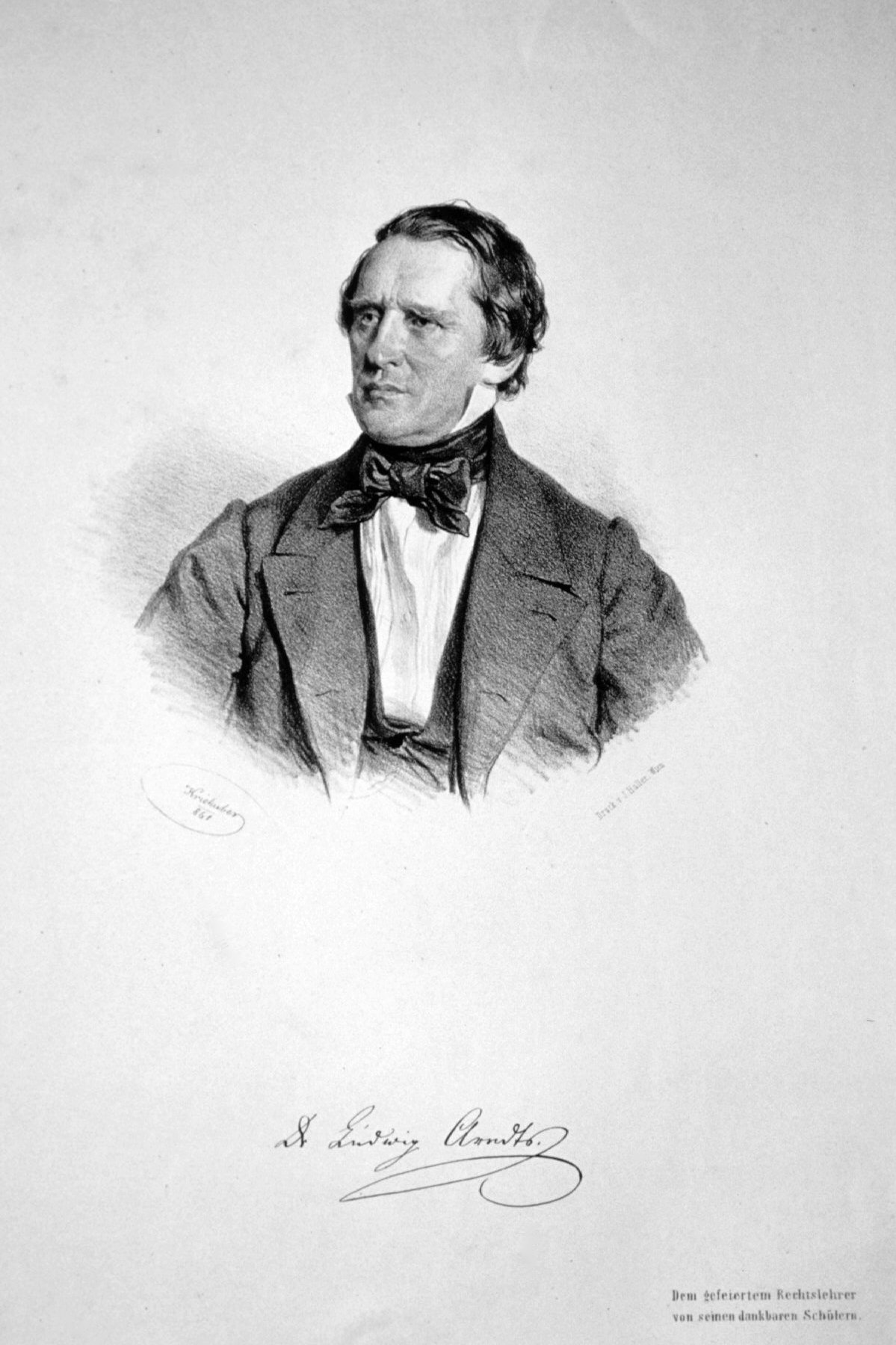
Carl Ludwig Arndts, Lithographie von Josef Kriehuber, 1861

Carl Ludwig Arndts, Ritter von Arnesberg (seit 1870/71 geadelt, * 19. August 1803 in Arnsberg; † 1. März 1878 in Wien) war Jurist, Professor und Politiker (Mitglied der Frankfurter Nationalversammlung und des Österreichischen Herrenhauses).

## Biografie

### Familie und Ausbildung
Arndts wurde 1803 als neuntes von zehn Kindern in eine bildungsbürgerliche Familie mit langer juristischer Tradition hineingeboren, die seit dem Beginn des 18. Jahrhunderts in Arnsberg, der Hauptstadt des Herzogtums Westfalen, ansässig war. Neben seiner Position als kurfürstlicher Hofrat war der Großvater Arndts Johann Wilhelm (1710–1771) Posthalter des Thurn und Taxischen Postunternehmens und der Gründer der ersten Arnsberger Zeitung (1766). Der Vater Friedrich Arndts war in der Zeit, als das Herzogtum zur Landgrafschaft Hessen-Darmstadt gehörte, der Direktor des Hofgerichts (dem späteren Oberlandesgericht bzw. Landgericht) und Mitglied der Gesetzgebungskommission in der Hauptstadt Darmstadt. Seine schulische Ausbildung erhielt Arndts bis zum Abitur im Jahr 1820 am Gymnasium Laurentianum in seiner Heimatstadt.
Arndts studierte an den Universitäten Bonn, Heidelberg und Berlin vor allem Jura und hörte unter anderem bei Justin von Linde und bei Karl Theodor Welcker. In Bonn beteiligte sich Arndts 1820 mit anderen Studenten aus Westfalen trotz der „Demagogenverfolgung“ aktiv an einer Burschenschaft Germania. Nach seinem Wechsel nach Heidelberg hörte er unter anderem bei Anton Friedrich Justus Thibaut, der sich zu dieser Zeit einen wissenschaftlichen Disput mit Friedrich Carl von Savigny lieferte. Dies war offenbar der Auslöser für einen Wechsel an die Reformuniversität Berlin, an der von Savigny lehrte. Bereits Welcker schlug Arndts 1822 bei einem Besuch in Arnsberg vor, Dozent zu werden. Spätestens seit seiner Berliner Zeit war der Beruf des Hochschullehrers Ziel von Arndts. Unmittelbar nach seinem Militärdienst bei den Gardeschützen in Berlin legte Arndts 1825 seine Dissertation in Berlin und 1826 seine Habilitation in Bonn vor. Im Jahr 1830 heiratete Arndts seine Cousine, die Schriftstellerin Bertha Arndts und unternahm mit ihr 1834–35 eine Reise nach Rom. Nach ihrem Tod 1859 war er mit der Schriftstellerin Maria Arndts geb. Vespermann verheiratet.

### Wissenschaftliches und politisches Wirken
Erst nach langer Wartezeit erhielt er 1836 eine außerordentliche Professur für Römisches Recht in Bonn. Der Grund für diese Verzögerung ist jedoch weder in seiner wissenschaftlichen Arbeit (Arndts veröffentlichte in dieser Zeit bereits eine Reihe bedeutender Schriften) noch in der Qualität als Dozent zu suchen. Es war wohl seine „freiheitliche“ Gesinnung, die seine universitäre Karriere behinderte.
Bereits 1838 wurde er zum ordentlichen Professor in Breslau und fast gleichzeitig in München berufen. Er entschied sich für die Münchener Position als Professor für Zivilrecht. Neben seinen Vorlesungen veröffentlichte Arndts zahlreiche Aufsätze und war Autor eines Lehrbuches.
Im Jahr 1843 veröffentlichte er seine Juristische Enzyklopädie und Methodologie, die er seinem sauerländischen Landsmann Johann Suibert Seibertz widmete. Als Mitglied der bayerischen Gesetzgebungskommission war er an dem Entwurf für ein Zivilgesetzbuch und eine Zivilprozessordnung beteiligt.
Bevor die Entwürfe praktische Bedeutung erlangen konnten, wurde 1847 die Kommission aufgelöst. Allerdings griff man 1857 bei dem Entwurf für ein Bürgerliches Gesetzbuch für Bayern im Kern auf Arndts’ Vorarbeiten zurück und diese spielten auch für den Entwurf eines deutschen Bürgerlichen Gesetzbuches noch eine beachtliche Rolle.
Zusammen mit Johann Caspar Bluntschli gab er seit 1853 die Kritische Überschau der deutschen Gesetzgebung und Rechtswissenschaft heraus.
Sowohl seine freiheitliche Gesinnung wie auch seine juristischen Sachkenntnisse prädestinierten Arndts im Frühjahr 1848 als Kandidaten für die Frankfurter Nationalversammlung. Er vertrat als Mitglied der großdeutschen Fraktion den Wahlkreis Straubing vom 20. Mai 1848 bis zum 19. Mai 1849 in der Frankfurter Paulskirche, wo er zur Casino-Fraktion und zum Pariser Hof zählte. Sein Interesse galt innerhalb des Parlaments vor allem juristischen Themen. Im Laufe der Verhandlungen schloss er sich dem ultramontanen Katholischen Verein an.
Nach seinem Ausscheiden aus dem Parlament am 19. Mai 1849 setzte Arndts seine Lehrtätigkeit fort. In den frühen 1850er Jahren veröffentlichte er sein Lehrbuch der Pandekten, das im Laufe der Zeit etwa 16 Neuauflagen erfuhr. In dieser Zeit war Arndts auch Rektor der Münchener Universität und Mitglied der Zwanglosen Gesellschaft München, ehe er 1855 einen Ruf nach Wien erhielt. Obwohl König Max II. sich persönlich dafür einsetzte, Arndts in München zu halten, ging dieser nach Österreich. In Wien war er 18 Jahre lang Professor. Stand er im Vormärz noch im freiheitlichen Lager, vertrat er insbesondere seit seiner Ernennung zum lebenslangen Mitglied im Herrenhaus (1867) etwa in der Ehe- und Schulgesetzgebung immer stärker katholische und konservative Anschauungen. Allerdings machte er sich um die Reform der Juristenausbildung in Österreich verdient. Zum Dank erhob ihn Kaiser Franz Joseph 1870 in den Adelsstand und ernannte ihn zum Ritter von Arnesberg. Im Jahr 1872 wurde er Mitglied der kaiserlichen Akademie der Wissenschaften und zum Hofrat ernannt. Nach seiner Pensionierung im Jahr 1874 zog er sich auf seine Besitzungen am Ammersee zurück und starb 1878 in Wien.

## Schriften
- Lehrbuch der Pandekten. München, 1852; Nachdruck Goldbach, 1997.
- Juristische Enzyklopädie und Methodologie. 11. Aufl. nach des Verf. Tode / besorgt von Bernhard Erwin Grueber. Stuttgart, 1908.
- Gesammelte civilistische Schriften. Stuttgart, 1873; Nachdruck Goldbach, 1999.
- Die Lehre von den Vermächtnissen, 3 Bände. Erlangen, 1869–1878.
- Gesammelte civilistische Schriften, 3 Bände. Stuttgart, 1873–1874.
- Mitautor von Kritische Ueberschau der deutschen Gesetzgebung und Rechtswissenschaft, 6 Bände. München, 1853–1858.